# عهد (فیلم ۱۹۸۳)
عهد (انگلیسی: Testament) نام فیلمی است که در سال ۱۹۸۳ منتشر شد. جین الکساندر موفق شد برای بازی در این فیلم برای دریافتِ جایزه اسکار بهترین بازیگر نقش اول زن نامزد شود.

## خلاصه داستان
زندگی یک خانوادهٔ حومه‌نشین آمریکایی، پس از وقوع یک حمله هسته‌ای به کل نابود می‌شود...

## بازیگران
- جین الکساندر
- ویلیام دیون
- رکسانا زال
- لوکاس هاس
- لیون امس
- ماکو ایواماتسو
- لیلیا اسکالا
- ربکا د مورنی
- کوین کاستنر
- لورن تاتل